# Adrian Goldsworthy
Adrian Goldsworthy Keith; (Cardiff, 1969) é um historiador e escritor britânico especializado em história romana antiga.

## Biografia
Adrian nasceu em Cardiff, País de Gales, em 1969. Depois de terminar o ensino médio em Penarth, ele entrou no curso de História Moderna e Antiga do St. John's College, da Universidade Oxford, onde também recebeu um doutorado em história militar antiga em 1994. Sua tese foi a origem do seu primeiro livro, The Roman Army at War 100 BC – AD 200.
Foi pesquisador assistente na Universidade de Cardiff por dois anos, lecionando brevemente no King's College de Londres, indo para o programa da Universidade de Notre Dame, onde ficou por seis anos. Ainda que tenha formação em história do Império Romano, ele também lecionou história militar e história da Segunda Guerra Mundial. Apesar de gostar de lecionar, Adrian agora é escritor em tempo integral.

## Obras
Goldsworthy escreveu vários trabalhos históricos sobre a Roma antiga e cinco romances.
- The Roman Army at War 100 BC – AD 200 (OUP, 1996)
- Roman Warfare (Cassell, 2000) ISBN 0-304-35265-9
- The Punic Wars (Cassell, 2000) ISBN 0-304-35967-X - Título de republicação: The Fall of Carthage: The Punic Wars 265–146 BC, (Cassell, 2003) ISBN 978-0-304-36642-2
- Fields of Battle: Cannae (Orion, 2001) ISBN 0-304-35714-6
- Caesar's Civil War: 49–44 BC (2002), Osprey Publishing
- In the Name of Rome: The Men Who Won the Roman Empire (Orion, 2003) ISBN 0-7538-1789-6
- The Complete Roman Army (Thames & Hudson, 2003) ISBN 0-500-05124-0
- Caesar: Life of a Colossus, (Yale University Press, 2006) ISBN 0-300-12048-6
- The Fall of the West: The Death of the Roman Superpower (Orion 2009) - Título da republicação: How Rome Fell: Death of a Superpower, (Yale University Press, 2009) ISBN 0-300-13719-2
- António e Cleópatra - no original Antony and Cleopatra (2010); Yale University Press
- Augustus: First Emperor of Rome, (Yale University Press, 2014) ISBN 0-300-17872-7

Série das Guerras Napoleónicas
- - True Soldier Gentleman (2011), (George Weidenfeld & Nicholson) ISBN 0-297-86035-6; seu primeiro romance
  - Beat the Drums Slowly (2011)
  - Send Me Safely Back Again (2012)
  - All in Scarlet Uniform (2013)
  - Run Them Ashore (2014)